# Val × Love
Val × Love (戦×恋, Varu Ravu, litt. « Guerre × Amour »), également romanisé en Ikusa × Koi, est une série de manga écrite et dessinée par Ryōsuke Asakura. L'histoire suit le quotidien de Takuma Akutsu et de son pacte d'amoureux qui le relie à neuf sœurs valkyries qui deviennent plus fortes plus elles sont amoureuses du jeune lycéen. Le manga a été pré-publié dans le magazine Monthly Shōnen Gangan de Square Enix depuis décembre 2015 à mars 2023.
Une adaptation en une série télévisée d'animation par le studio Hoods Entertainment est diffusée pour la première fois entre le 5 octobre et le 21 décembre 2019,.

## Synopsis
Takuma Akutsu est un jeune lycéen qui terrifie tous ceux autour de lui à cause de son visage effrayant depuis sa tendre enfance. C'est la raison qui l'a poussé à développer une phobie des humains et de rester seul. Mais c'est en plein milieu de son anthropophobie que le dieu Odin, régnant sur « Asgard » (神界, Āsugarudo, litt. « Le Monde des dieux »), lui demande de devenir l'amoureux de neuf « valkyries » (戦乙女, Varukyurī) afin qu'elles deviennent plus puissantes car elles ont besoin d'amour pour vaincre les démons et ainsi sauver le monde.

## Personnages

### Personnage principal
Takuma Akutsu (亜久津 拓真, Akutsu Takuma)
Voix japonaise : Yūya Hirose (ja),
Le protagoniste de la série est un lycéen de 16 ans. À cause de son visage effrayant, les gens autour de lui l'ont surnommé Akuma (アクマ). Tous sont terrorisés lorsqu'ils s'approchent de ce dernier, et ce depuis son enfance. De ce fait, il a développé une phobie des humains à force de n'être jamais pris au sérieux par les autres. Il vivait seul dans une maison que ses parents lui ont léguée jusqu'au jour où Odin le lie à un pacte d'amoureux avec les neuf sœurs valkyries qui ont emménagé chez lui, rendant son foyer beaucoup plus animé.

### Valkyries
Un groupe de neuf sœurs affrontant les démons qui nuisent le monde des humains.
Natsuki Saotome (早乙女 七樹, Saotome Natsuki)
Voix japonaise : Kaede Hondo,
La septième sœur qui complexe sur sa petite poitrine. Au lycée, elle a la réputation d'être « mignonne comme une poupée au cœur pur, qui ne discrimine personne et est gentille avec tout le monde » et elle est si populaire que d'autres écoles ont créé un fan club qui lui est dédiée.
Itsuyo Saotome (早乙女 五夜, Saotome Itsuyo)
Voix japonaise : Ai Kakuma (ja),
La cinquième sœur qui est également très populaire. Belle et charismatique, elle a réussi à devenir la présidente du bureau des élèves au cours de l'année alors qu'elle a été transférée au seconde semestre. Elle est aussi première aux évaluations. Elle est une fathercon qui adore son père Odin.
Mutsumi Saotome (早乙女 六海, Saotome Mutsumi)
Voix japonaise : Rina Hidaka,
La sixième sœur qui a la plus grosse poitrine. Elle est aussi une nouvelle idol à la popularité croissante sous le nom de scène « MUTSUMI ». Elle est également douée sur le plan scolaire, parvenant à être la 30e ou moins lors des évaluations. Elle est plutôt timide lorsqu'elle sort avec Takuma.
Ichika Saotome (早乙女 一千花, Saotome Ichika)
Voix japonaise : Yumi Uchiyama,
L'aînée des neuf sœurs qui est la seule à ne pas admettre Takuma comme son amoureux.
Futaba Saotome (早乙女 二葉, Saotome Futaba)
Voix japonaise : Yumi Hara (ja),
La cadette des neuf sœurs qui s'occupe de toutes les tâches ménagères. Elle a une très mauvaise vue et plisse généralement les yeux mais quand elle porte ses lunettes au combat, elle capable de devenir aussi puissante qu'Ichika.
Misa Saotome (早乙女 三沙, Saotome Misa)
Voix japonaise : Ayaka Shimizu (ja),
La troisième sœur qui, malgré sa personnalité pleine d'entrain, prend soin de ses petites sœurs.
Shino Saotome (早乙女 四乃, Saotome Shino)
Voix japonaise : Rikako Aida,
La quatrième sœur qui n'est pas prête à se battre contre les démons, elle est vie seule dans un entrepôt à l'extérieur de la maison. Elle n'a pas encore rencontré Takuma.
Yakumo Saotome (早乙女 八雲, Saotome Yakumo)
Voix japonaise : Maki Kawase (ja),
La huitième sœur qui est de mauvaise langue et d'une personnalité froide. Elle mange toujours quelque chose ou dors la plupart du temps et porte habituellement un casque audio et un écharpe. Son casque est conçu pour empêcher la transmission directe des sons ambiants car son ouïe est si développée qu'elle peut percevoir le son d'un cœur humain. Elle adore entendre la voix de Natsuki mais déteste le son du cœur de Takuma.
Kururi Saotome (早乙女 九瑠璃, Saotome Kururi)
Voix japonaise : Kotori Koiwai,
La benjamine des neuf sœurs qui aime bien inventer des machines. Comme elle est encore jeune, Takuma acquiert de l'expérience en jouant avec elle au lieu de sortir.
Sue (スー, Sū)
Voix japonaise : Hiyori Nitta,
Le chien de compagnie des Valkyries.

### Les Démons
Tōru Inukai (犬飼 透, Inukai Tōru)
Voix japonaise : Daisuke Hirakawa,
Skuld (スクルド, Sukurudo)
Voix japonaise : Atsumi Tanezaki,
Röskva (レスクヴァ, Resukuvua)
Voix japonaise : M.A.O,
Ur (ウル, Uru)
Voix japonaise : Misato Fukuen,

## Productions et supports

### Manga
Val × Love (戦×恋) est écrit et dessiné par Ryōsuke Asakura. La série est officiellement lancée dans le numéro de janvier 2016 du magazine de prépublication de shōnen manga Monthly Shōnen Gangan, sorti le 12 décembre 2015. La série s'est terminée le 10 mars 2023. Un one-shot avait été publié dans le numéro de mars 2015 du même magazine, paru le 12 février 2015. Les chapitres sont rassemblés et édités dans le format tankōbon par Square Enix avec le premier volume publié en juin 2016 ; la série compte à ce jour seize volumes tankōbon.
En Amérique du Nord, la maison d'édition Yen Press publie la version anglaise de la série depuis janvier 2018,.

#### Liste des volumes
| no                                                                             | Japonais           | Japonais                                                                  |
| no                                                                             | Date de sortie     | ISBN                                                                      |
| ------------------------------------------------------------------------------ | ------------------ | ------------------------------------------------------------------------- |
| 1                                                                              | 22 juin 2016       | 978-4-7575-5014-8                                                         |
| 2                                                                              | 22 octobre 2016    | 978-4-7575-5124-4                                                         |
| 3                                                                              | 22 mai 2017        | 978-4-7575-5343-9                                                         |
| 4                                                                              | 22 septembre 2017  | 978-4-7575-5475-7                                                         |
| 5                                                                              | 22 mars 2018       | 978-4-7575-5654-6                                                         |
| 6                                                                              | 22 octobre 2018    | 978-4-7575-5872-4                                                         |
| 7                                                                              | 11 mai 2019        | 978-4-7575-6116-8                                                         |
| 8                                                                              | 12 septembre 2019, | 978-4-7575-6270-7 (édition standard) 978-4-7575-6271-4 (édition spéciale) |
| Extra : L'édition limitée de ce volume est comprise avec un livret en couleur. |                    |                                                                           |
| 9                                                                              | 12 novembre 2019,  | 978-4-7575-6371-1 (édition standard) 978-4-7575-6372-8 (édition spéciale) |
| Extra : L'édition limitée de ce volume est comprise avec un livret en couleur. |                    |                                                                           |
| 10                                                                             | 11 avril 2020      | 978-4-7575-6587-6                                                         |
| 11                                                                             | 12 octobre 2020    | 978-4-7575-6892-1                                                         |
| 12                                                                             | 12 mars 2021       | 978-4-7575-7148-8                                                         |
| 13                                                                             | 11 août 2021       | 978-4-7575-7418-2                                                         |
| 14                                                                             | 12 février 2022    | 978-4-7575-7737-4                                                         |
| 15                                                                             | 10 août 2022       | 978-4-7575-8072-5                                                         |
| 16                                                                             | 11 mai 2023        | 978-4-7575-8565-2                                                         |

### Anime
Une adaptation en anime a été révélée dans le numéro d'juin 2019 du Monthly Shōnen Gangan, publié le 19 mai 2019,. Elle a ensuite été annoncée comme étant une série télévisée d'animation réalisée par Takashi Naoya au sein du studio d'animation Hoods Entertainment avec des scripts supervisés par Tatsuya Takahashi, des character designs fournis par  Kiyoshi Tateishi, qui est aussi le chef animateur de la série, et accompagnée d'une bande originale composée par TECHNOBOYS PULCRAFT GREEN-FUND,. La série est diffusée pour la première fois au Japon entre le 5 octobre et le 21 décembre 2019 sur AT-X, et un peu plus tard sur Tokyo MX, SUN et BS11,. La série est composée de 12 épisodes répartis dans quatre coffrets Blu-ray/DVD.
La chanson d'opening sera interprétée par Rikako Aida tandis que TECHNOBOYS PULCRAFT GREEN-FUND ont écrit et composé celle de l'ending, intitulée UP-DATE × PLEASE!!!, qui se décline en trois versions qui sont interprétées par les neuf Valkyries par groupe de trois : la version 1.7.8 par Ichika (Yumi Uchiyama), Natsuki (Kaede Hondo) et Yakumo (Maki Kawase) ; la version 2.6.9 par Futaba (Yumi Hara), Mutsumi (Rina Hidaka) et Kururi (Kotori Koiwai) ; et la version 3.4.5 par Misa (Ayaka Shimizu), Shino (Rikako Aida) et Itsuyo (Ai Kakuma).

#### Liste des épisodes
| No | Titre français                                      | Titre japonais         | Titre japonais                    | Date de 1re diffusion |
| No | Titre français                                      | Kanji                  | Rōmaji                            | Date de 1re diffusion |
| -- | --------------------------------------------------- | ---------------------- | --------------------------------- | --------------------- |
| 1  | La jeune fille combattante                          | 戦う乙女               | Tatakau otome                     | 5 octobre 2019        |
| 2  | La jeune fille attachée                             | 縛る乙女               | Shibaru otome                     | 12 octobre 2019       |
| 3  | La jeune fille secrète                              | 秘密の乙女             | Himitsu no otome                  | 19 octobre 2019       |
| 4  | La jeune fille serviable                            | 奉仕する乙女           | Hōshisuru otome                   | 26 octobre 2019       |
| 5  | La jeune fille confiante                            | 信じる乙女             | Shinjiru otome                    | 2 novembre 2019       |
| 6  | La jeune fille nue                                  | 裸の乙女               | Hadaka no otome                   | 9 novembre 2019       |
| 7  | La jeune fille qui attire                           | 手繰る乙女             | Taguru otome                      | 16 novembre 2019      |
| 8  | La jeune fille qui se renforce                      | 強くする乙女           | Tsuyoku suru otome                | 23 novembre 2019      |
| 9  | La jeune fille qui touche et la jeune fille touchée | 触る乙女と触られる乙女 | Sawaru otome to sawara reru otome | 30 novembre 2019      |
| 10 | La jeune fille ivre                                 | 酔う乙女               | You otome                         | 7 décembre 2019       |
| 11 | La jeune fille qui admet                            | 認める乙女             | Mitomeru otome                    | 14 décembre 2019      |
| 12 | La jeune fille amoureuse                            | 恋する乙女             | Koi suru otome                    | 21 décembre 2019      |

### Sources
1. 1 2 3  (en) Jennifer Sherman, « Val x Love Manga Gets TV Anime : Series about boy who builds relationships with Valkyries to save world debuted in 2015 », sur Anime News Network, 10 mai 2019 (consulté le 22 juillet 2019)
2. 1 2  (ja) « アニメ「戦×恋」はフッズエンタテインメント制作で10月より放送、ビジュアルも », sur natalie.mu,‎ 30 juin 2019 (consulté le 22 juillet 2019)
3. 1 2  (ja) « 高津カリノ描き下ろし「俺の彼女に何かようかい」ICカードステッカーが付録に », sur natalie.mu,‎ 11 décembre 2015 (consulté le 22 juillet 2019)
4. 1 2  (ja) « 朝倉亮介「戦×恋」が7年余りの連載に幕、次号「ばらかもん」が期間限定でカムバック », sur natalie.mu,‎ 10 mars 2023 (consulté le 5 mai 2023)
5. 1 2  (en) Crystalyn Hodgkins, « Val x Love Anime's Promo Video Reveals October 5 Premiere : Video also previews Rikako Aida's opening theme song », sur Anime News Network, 9 septembre 2019 (consulté le 9 septembre 2019)
6. 1 2  (ja) « ON AIR 放送情報 », sur Site officiel (consulté le 22 juillet 2019)
7. 1 2 3 4 5 6 7 8 9 10 11 12 13 14 15 16  (ja) « STAFF&CAST スタッフ＆キャスト », sur Site officiel (consulté le 22 juillet 2019)
8. 1 2 3 4  (en) Crystalyn Hodgkins, « Val x Love Anime Reveals Main Cast : Yūya Hirose, Kaede Hondo, Ai Kakuma, Rina Hidaka star in series premiering in October », sur Anime News Network, 19 juillet 2019 (consulté le 22 juillet 2019)
9. 1 2 3  (ja) « アニメ「戦×恋」長女・次女・三女のキャストに内山夕実・原由実・清水彩香 », sur natalie.mu,‎ 19 juillet 2019 (consulté le 22 juillet 2019)
10. 1 2 3  (ja) « アニメ「戦×恋」に逢田梨香子、河瀬茉希、小岩井ことり！9姉妹のキャスト出揃う », sur natalie.mu,‎ 2 août 2019 (consulté le 2 août 2019)
11. 1 2 3 4 5  (ja) « 「戦×恋」に新田ひより、平川大輔、種崎敦美、M・A・O、福圓美里が出演 », sur natalie.mu,‎ 8 août 2019 (consulté le 8 août 2019)
12. ↑  (ja) « 鎌池和馬の歴代キャラ大集合！オールスターノベルがガンガンでマンガ化 », sur natalie.mu,‎ 12 février 2015 (consulté le 22 juillet 2019)
13. ↑  (ja) « 【7月25日付】本日発売の単行本リスト », sur natalie.mu,‎ 25 juillet 2015 (consulté le 22 juillet 2019)
14. ↑  (ja) « 【5月11日付】本日発売の単行本リスト », sur natalie.mu,‎ 11 mai 2023 (consulté le 11 mai 2023)
15. ↑  (en) Karen Ressler, « Yen Press Licenses Saga of Tanya the Evil, Acca 13, One Week Friends, A Polar Bear in Love, More : More Sword Art Online manga, Regarding Reincarnation as Slime light novel, more », sur Anime News Network, 15 avril 2017 (consulté le 22 juillet 2019)
16. ↑  (en) « Val x Love, Vol. 1 : By Ryosuke Asakura », sur Yen Press, 30 janvier 2018 (consulté le 22 juillet 2019)
17. ↑  (ja) « 「戦×恋」8巻にお色気イラスト集めた小冊子付き特装版、試し読み企画も実施中 », sur natalie.mu,‎ 30 juin 2019 (consulté le 22 juillet 2019)
18. ↑  (ja) « 朝倉亮介「戦×恋」TVアニメ化！高校生＆9人の戦乙女のルームシェアラヴアクション », sur natalie.mu,‎ 30 juin 2019 (consulté le 22 juillet 2019)
19. ↑  (en) Crystalyn Hodgkins, « Val x Love Anime to Have 12 Episodes », sur Anime News Network, 6 octobre 2019 (consulté le 6 octobre 2019)
20. ↑  (en) Jennifer Sherman, « Val x Love Anime Reveals More Cast, Theme Song Artists : Hiyori Nitta, Daisuke Hirakawa, Atsumi Tanezaki, M.A.O, Misato Fukuen join cast », sur Anime News Network, 8 août 2019 (consulté le 8 août 2019)
21. ↑  (ja) « Music 音楽 », sur Site officiel (consulté le 8 août 2019)

### Œuvres
Édition japonaise
1. 1 2  (ja) « 戦×恋　１ », sur Square Enix (consulté le 22 juillet 2019)
2. 1 2  (ja) « 戦×恋　２ », sur Square Enix (consulté le 22 juillet 2019)
3. 1 2  (ja) « 戦×恋　３ », sur Square Enix (consulté le 22 juillet 2019)
4. 1 2  (ja) « 戦×恋　４ », sur Square Enix (consulté le 22 juillet 2019)
5. 1 2  (ja) « 戦×恋　５ », sur Square Enix (consulté le 22 juillet 2019)
6. 1 2  (ja) « 戦×恋　６ », sur Square Enix (consulté le 22 juillet 2019)
7. 1 2  (ja) « 戦×恋　７ », sur Square Enix (consulté le 22 juillet 2019)
8. 1 2  (ja) « 戦×恋　８ », sur Square Enix (consulté le 13 septembre 2019)
9. 1 2  (ja) « 戦×恋　８　特装版　フルカラー冊子付き », sur Square Enix (consulté le 13 septembre 2019)
10. 1 2  (ja) « 戦×恋　９ », sur Square Enix (consulté le 2 novembre 2019)
11. 1 2  (ja) « 戦×恋　９　特装版　フルカラー冊子付き », sur Square Enix (consulté le 2 novembre 2019)
12. 1 2  (ja) « 戦×恋　10 », sur Square Enix (consulté le 14 mai 2020)
13. 1 2  (ja) « 戦×恋　11 », sur Square Enix (consulté le 5 mai 2023)
14. 1 2  (ja) « 戦×恋　12 », sur Square Enix (consulté le 5 mai 2023)
15. 1 2  (ja) « 戦×恋　13 », sur Square Enix (consulté le 5 mai 2023)
16. 1 2  (ja) « 戦×恋　14 », sur Square Enix (consulté le 5 mai 2023)
17. 1 2  (ja) « 戦×恋　15 », sur Square Enix (consulté le 5 mai 2023)
18. 1 2  (ja) « 戦×恋　16 », sur Square Enix (consulté le 5 mai 2023)